# Antykwa renesansowa
Antykwa renesansowa (ang. old-style, humanist) – rodzaj humanistycznego pisma antykwowego, cechujący się elegancją i czytelnością – jego forma nie zakłóca odbioru czytanej treści.

## Historia

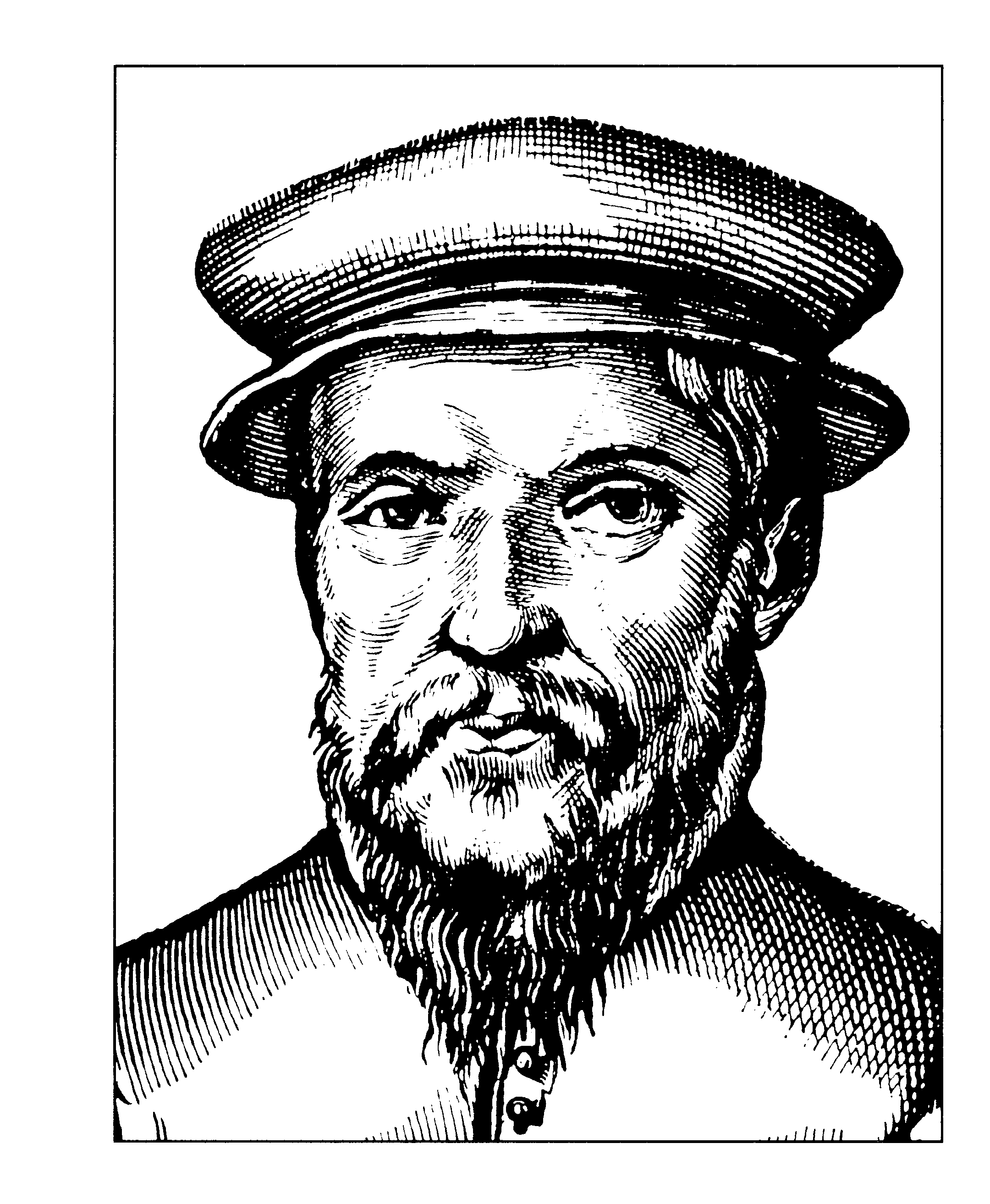
Claude Garamond – twórca tzw. francuskiej antykwy renesansowej

Antykwy renesansowe powstały jeszcze w XIV w. w skryptoriach w północnej Italii, rozwinęły się w dwóch następnych stuleciach, a w 1465 r. utworzono na ich podstawie czcionkę drukarską. Najwcześniejszym zachowanym krojem jest Garamond, autorstwa Claude'a Garamonda, powstały w latach 30. XVI w. w Paryżu i początkowo wycinany w formie drewnianych stempli. Inne repliki XV-wiecznych czcionek są tylko przypuszczalnymi rekonstrukcjami. W Polsce wzory wczesnoweneckie przejęli m.in. Florian Ungler (1513) oraz Hieronim Wietor (1518). Omawiane antykwy stały się ważnym punktem odniesienia dla typografii przez następne pięć wieków. W XX w. podjęto próby ich rekonstrukcji, wśród których można wymienić takie jak:
- Centaur (Bruce Rogers, Boston, ok. 1914), wzorowany na kroju weneckiego typografa Nicolasa Jensona z 1469 r.
- Bembo (Monotype, Londyn, 1929), oparty na kroju Francesca Griffa z 1499 r.
- Garamond (trzeci) (Robert Slimbach(inne języki), San Francisco, 1988), wzorowany na kroju C. Garamonda z ok. 1540 r.[4]

Twórcami antykw renesansowych byli m.in.: Claude Garamond, Robert Granjon, Francesco Griffo, Nicolas Jenson, Aldus Manutius, Christophe Plantin, Geoffroy Tory.

## Cechy
Swoimi kształtami omawiane antykwy nawiązują do estetyki renesansowej, a więc cechują się m.in. harmonią i lekkimi formami. Zawsze są dwuelementowe (o zrównoważonych proporcjach elementów cienkich i grubych) i posiadają szeryfy, zazwyczaj klinowe, a w małych literach ukośne. Dukt wyróżnia się cieniowaniem – lewoskośna oś litery wzorowana na ruchu narzędzia pisarskiego.
Wczesnorenesansowe antykwy charakteryzują:
- wystające szeryfy w majuskule (np. A, M),
- wyraźne wydłużenia górne małych liter wystające ponad górną linię majuskuł,
- pionowe nóżki liter,
- niewielka wysokość x,
- ukośna kreska w minuskulnym „e”.

Późnorenesansowe (od 1500 r.) antykwy charakteryzują się ponadto:
- zanikającymi górnymi szeryfami,
- poziomą kreską w minuskulnym „e”.

## Przykładowe kroje
- Garamond(inne języki)

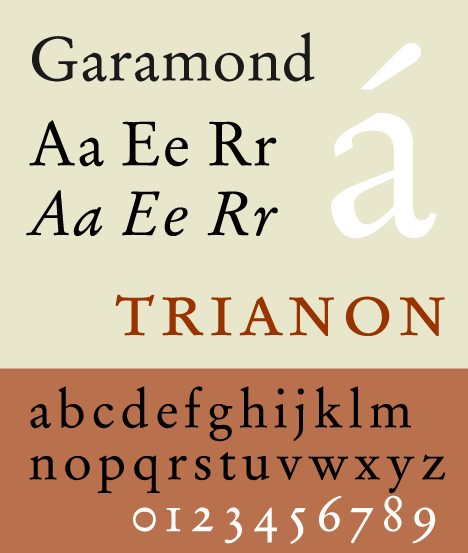
Garamond
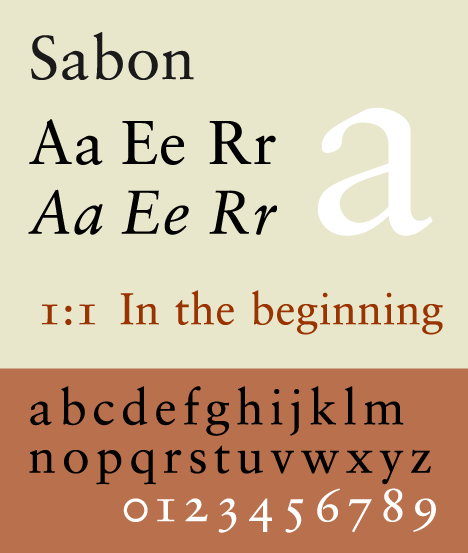
Sabon
Palatino

- Palatino(inne języki)

Garamond, Palatino, Mediewal, Membo, Sabon

## Zastosowanie
Antykw renesansowych używa się z powodzeniem jako pism dziełowych ze względu na ich elegancję, wysoki stopień czytelności i odporność na niekorzystne warunki druku.